# Lin Yue
Lin Yue (林跃S Lín YuèP 林躍T; Chaozhou, 24 luglio 1991) è un tuffatore cinese, vincitore della medaglia d'oro ai Giochi olimpici di Pechino 2008 e di Rio de Janeiro 2016 nei tuffi dalla piattaforma 10 metri sincro.

## Palmarès
- Giochi olimpici:

Pechino 2008: oro nel sincro 10m.
Rio de Janeiro 2016: oro nel sincro 10m.
- Mondiali

Melbourne 2007: oro nel sincro 10m e bronzo nella piattaforma 10m.
Roma 2009: oro nel sincro 10m.
Kazan 2015: oro nel sincro 10m.
- Giochi asiatici

Doha 2006: oro nella piattaforma 10m e nel sincro 10m.
 Incheon 2014: oro nel sincro 3m

### Coppa del Mondo
- Vincitore della Coppa del Mondo del sincro 3m nel 2014
- Vincitore della Coppa del Mondo del sincro 10m nel 2006, nel 2008, nel 2014 e nel 2016